# Johan Daniel Husberg
Johan Daniel Husberg, född 11 december 1798 i Nyköpings Sankt Nicolai församling, Nyköping, död 30 november 1860 i Växjö och begraven där, kyrkoskriven som tidigare brukspatron i Skye kvarn, Uråsa socken, Kronobergs län, var en svensk förfalskare och bruksägare. Han var far till Karl Husberg.
Johan Daniel Husberg föddes som son till en skomakare i Nyköping. Han arbetade sig dock upp från enkla förhållanden, blev hälftenägare i Lidhems säteri, köpte senare en andel i Tuvan i Telestad och blev därefter 1842 ägare till Gransholm och dess pappersbruk. Här började Husberg tillverka eget stämplat papper som han bjöd ut för halva priset till olika ämbetsmän. Många kom att köpa dessa papper innan notarien Meurling vid Växjö rådhusrätt anmälde Husberg. Händelsen blev en stor skandal, rättegången hölls vid Kinnevalds häradsrätt 1842-1843. Flera ämbetsmän kom att åtalas men de flesta friades då det inte kunde bevisas att de känt till att pappren varit förfalskade. 1845 dömdes Husberg till 28 dagars fängelse på vatten och bröd, liksom till förlust av äran och Uppenbar kyrkoplikt. Han avled utfattig som inhyses på Hovsberg på Solberget vid Växjö.